# 연습장 (공책)

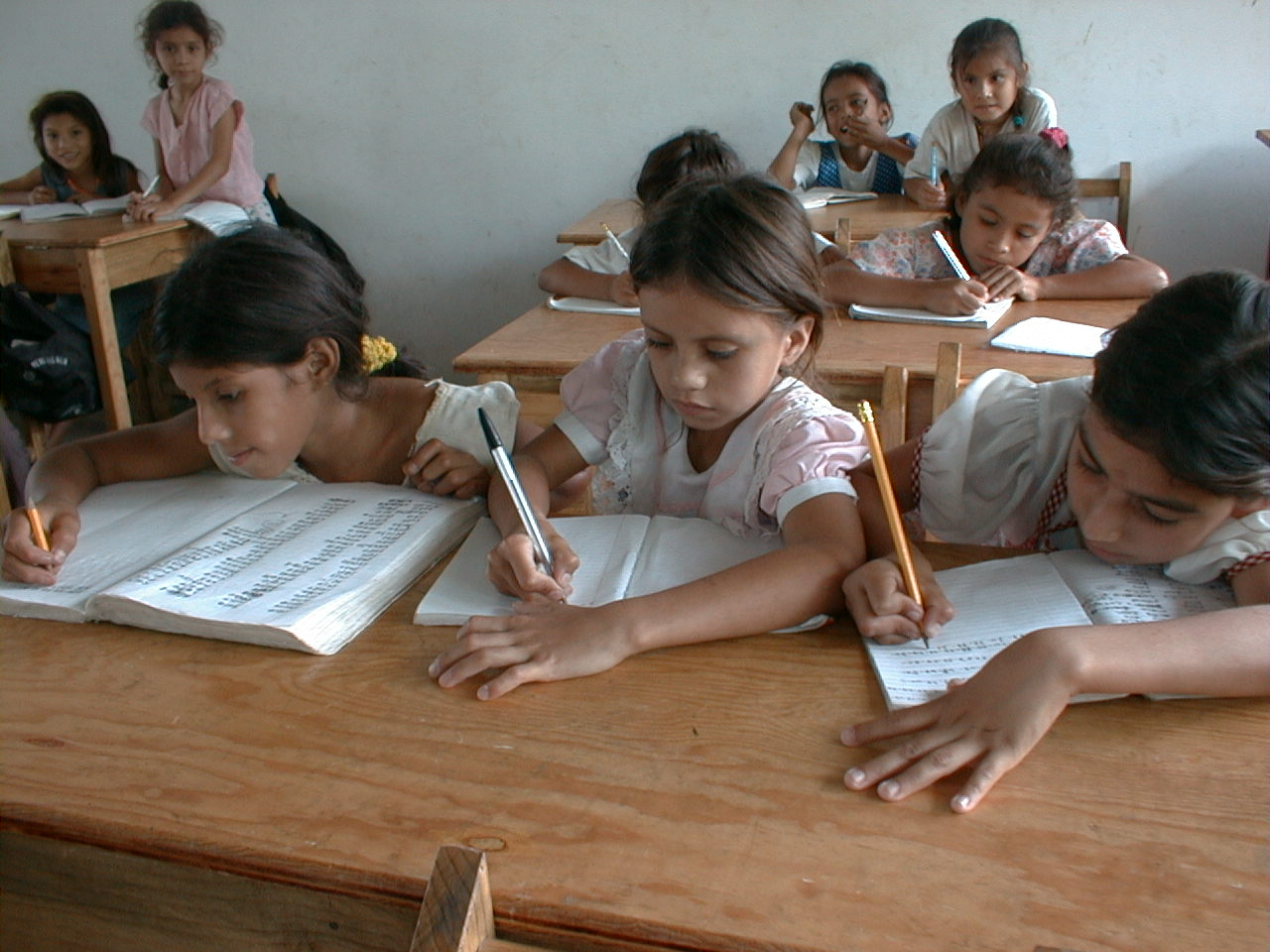
연습장에 글씨를 쓰는 아이들

연습장(exercise book) 또는 작문 노트는 학교에서 학업과 노트를 필사하는 데 사용되는 공책이다. 학생은 일반적으로 각 개별 수업이나 과목마다 다른 연습장을 사용한다.
일부 과목의 경우 연습장 형식은 다르다. 대부분의 과목의 경우 연습장에는 줄이 있는 종이가 여백과 함께 포함되지만, 수학과 같은 다른 과목의 경우 연습장에는 그래프, 표 또는 기타 다이어그램을 그리는 데 도움이 되는 모눈 종이가 포함된다.
연습장은 학생의 학습 노력을 기록하는 주요 기록으로 작용할 수 있다. 어린 학생들의 경우 수업이 끝날 때마다 종종 책을 수거하여 검토, 채점 또는 등급을 매긴다. 느슨한 학습지는 다른 작업과 함께 묶일 수 있도록 책에 붙여넣을 수 있다.
일부 학교에서는 연습장을 과목에 따라 색상으로 구분할 수 있다. 예를 들어, 생물학은 녹색, 대수는 파란색일 수 있다.
연습장은 역사적으로 버전 북(version book)이라고도 불렸으며, 인도에서는 카타(khata), 캐나다에서는 스크라이블러(scribbler), 스코틀랜드에서는 조터(jotter)라고 불리며, 아일랜드에서는 카피 북(copy book)이라고 불린다. 미국에서는 컴포지션 북(composition book)이라고 하며, 전통적으로 독특한 표지 패턴을 가지고 있다.

## 크기

### 오스트레일리아
호주에서 전통적인 학교 연습장의 크기는 7 by 9 인치 (180 mm × 230 mm)이며, 이는 B5 (176 × 250 mm)로 근사화될 수 있다. 더 큰 A4 (이전에는 풀스캡) 공책도 매우 일반적으로 사용된다.

### 체코와 슬로바키아
체코와 슬로바키아에서 제조되는 연습장은 크기, 페이지 수, 선 종류를 나타내는 세 자리 코드로 표시된다.
첫 번째 숫자는 크기를 나타낸다.
- 4는 A4 용지
- 5는 A5 용지
- 6은 A6 용지

두 번째 숫자는 페이지 수를 나타낸다.
- 1은 10페이지
- 2는 20페이지
- 4는 40페이지
- 6은 60페이지
- 8은 80페이지

세 번째 숫자는 선 종류를 나타낸다.
- 0은 빈 연습장
- 1은 줄이 있는 종이—줄 간격 20 mm
- 2는 줄이 있는 종이—줄 간격 16 mm
- 3은 줄이 있는 종이—줄 간격 12 mm
- 4는 줄이 있는 종이—줄 간격 8 mm
- 5는 모눈종이—모눈 5 x 5 mm
- 10은 모눈종이—모눈 10 x 10 mm

### 아일랜드
아일랜드에서 판매되는 필사본은 일반적으로 32, 40, 88 또는 120페이지로 제공된다. 페이지는 비어 있거나 줄이 있거나 또는 모눈이 있을 수 있다.

### 뉴질랜드
뉴질랜드의 학교 연습장은 일반적으로 표준 NZS 8132:1984 (학교 학용품 사양)를 따른다. 연습장의 제본, 형식 및 크기를 설명하는 영숫자 코드가 사용된다.
첫 번째 숫자(들)는 제본을 나타낸다.
- 1은 소프트 커버
- 2는 하드 커버
- 8은 스프링 제본

문자는 형식을 나타낸다.
- A는 무선
- B는 7 mm 줄
- I는 9 mm 줄
- F는 12 mm 줄
- L은 한 페이지는 무선, 다음 페이지는 7 mm 줄로 번갈아 가며
- J는 5 mm 사분면
- E는 7 mm 사분면
- H는 10 mm 사분면

마지막 숫자는 크기를 나타낸다.
- 4는 230 mm × 180 mm (9.1 in × 7.1 in)
- 5는 255 mm × 205 mm (10.0 in × 8.1 in)
- 8은 297 mm × 210 mm (11.7 in × 8.3 in) (A4 크기)

### 러시아
러시아 산업 표준에 규정된 가장 일반적인 러시아 연습장은 다음과 같다.
- 12, 18, 24매로 구성된 "얇은" 공책(러시아어: школьная тетрадь, 학교 공책)은 170 x 205 mm 크기다. 이 공책들은 스테이플로 접힌 부분을 통해 묶여 있으며, 얇기 때문에 완전히 평평하게 펼쳐져 왼쪽에도 쉽게 쓸 수 있다. 이 공책들은 초등학교에서 필기와 산술을 가르치는 등 매일 학습에 사용되며, 종종 검토 및 채점을 위해 수거된다. 이 공책들은 러시아 학교에서 영어 수업 시간에 카피 북(copybooks)이라고 불린다.[3]
- 24매 이상 최대 96매로 구성된 "두꺼운" 공책(러시아어: общая тетрадь, 일반용 공책)은 너비가 최소 144 mm, 높이가 297 mm 이하(A4 용지와 동일한 높이)다. 이 공책들은 중고등학교에서 수업 노트, 장기 프로젝트, 에세이, 실험 등과 같은 작업에 사용된다.

다른 크기와 페이지 수도 허용된다. 선호되는 크기는 (mm 단위): 210 x 297 (A4), 203 x 288, 203 x 275, 170 x 203, 148 x 210 (A5), 144 x 203이다.
"얇은" 공책은 줄 간격 8 mm로 줄이 그어져 있거나, 5 mm 또는 7 mm 정사각형 모눈으로 그어져 있어야 한다. "두꺼운" 공책은 줄 간격 6 mm, 7 mm, 8 mm, 9 mm로 줄이 그어져 있거나, 3 mm, 4 mm, 5 mm, 6 mm 또는 7 mm 정사각형 모눈으로 그어져 있어야 한다.
필기용 종이는 4 mm 간격의 줄 쌍을 사용하며, 쌍 사이에는 8 mm 간격이 있다. 추가적인 가이드를 제공하기 위해 수직선에 65도 각도로 기울어진 줄도 있을 수 있다.
줄의 색깔은 회색, 파란색, 녹색, 또는 보라색일 수 있다. 세로 여백선은 빨간색 또는 주황색이어야 한다. 세로 여백은 모눈종이에는 선택 사항이다.

### 영국
영국에서 흔히 사용되는 연습장은 세 가지 크기가 있다: A5 (148×210 mm), A4 (210×297 mm), 그리고 178×229 mm (대략 7″×9″, 영국이 ISO 216 용지 크기를 채택하기 전 사용되던 전통적인 크기에 기반). 보통 32, 48, 64, 또는 80페이지로 구성되며, 일반, 줄지어 있거나 모눈으로 된 형태가 있다.
스코틀랜드에서는 연습장을 일반적으로 "조터(jotters)"라고 부른다.

### 미국

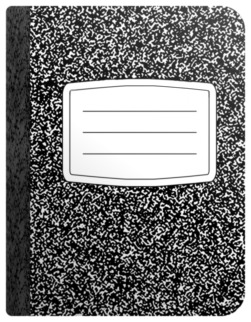
흔한 흑백 패턴이 있는 컴포지션 북.

미국에서 작가와 학생들이 사용하는 연습장은 컴포지션 북으로 알려져 있다. 여러 색상으로도 구할 수 있지만, 앞면에 일반적인 라벨이 있는 원래의 대리석 무늬 흑백 표지가 가장 흔하다. 일반적으로 9 3⁄4 by 7 1⁄2 인치 (250 mm × 190 mm) 또는 8 1⁄2 by 6 7⁄8 인치 (220 mm × 170 mm) 크기이며 20, 40, 80 또는 100매로 구성된다.
컴포지션 북은 줄이 그어져 있거나 모눈이 그어져 있을 수 있다.
컴포지션 북의 종이는 필기를 돕기 위해 기준선과 캡 라인이 파란색으로 인쇄되어 있으며, 모든 페이지의 왼쪽에는 여백을 위한 (때로는 빨간색) 세로줄이 있다. 전통적으로 뒷면 안쪽 표지에는 참고용으로 영국의 (제국) 단위계의 무게와 측정표가 인쇄되어 있었지만, 이 기능은 미터법을 채택한 국가에서는 덜 일반적이다. 때로는 구구단이나 문법 또는 문장 부호 팁도 뒷면 안쪽 표지에서 찾을 수 있다. 앞면 안쪽 표지에는 일반적으로 주간 수업 일정을 기록할 수 있는 공간이 있다.
컴포지션 북은 전통적으로 접힌 부분을 통해 제본된다. 즉, 페이지를 접고 접힌 부분을 따라 수직으로 꿰맨다. 이는 완전히 평평하게 펼쳐져 왼쪽에도 쉽게 쓸 수 있으며, 루스 리프 패드나 스프링 공책보다 훨씬 더 튼튼하게 만든다.
블루 북과 같이 페이지 수가 적은 연습장은 많은 고등교육 기관에서 평가 시험 중에 사용된다.

## 예시

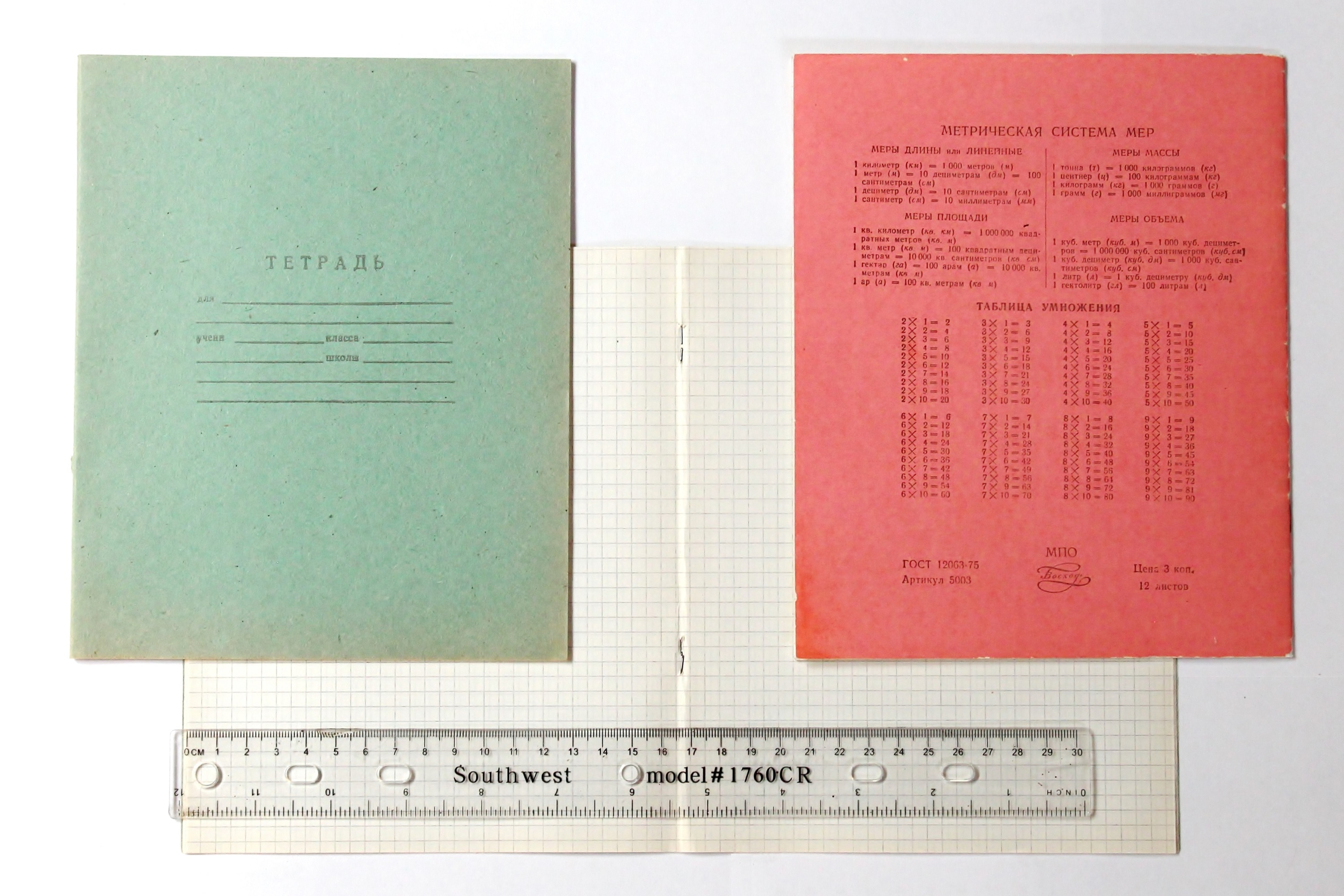
러시아 초등학교에서 사용되는 모눈 12매 및 18매 연습장
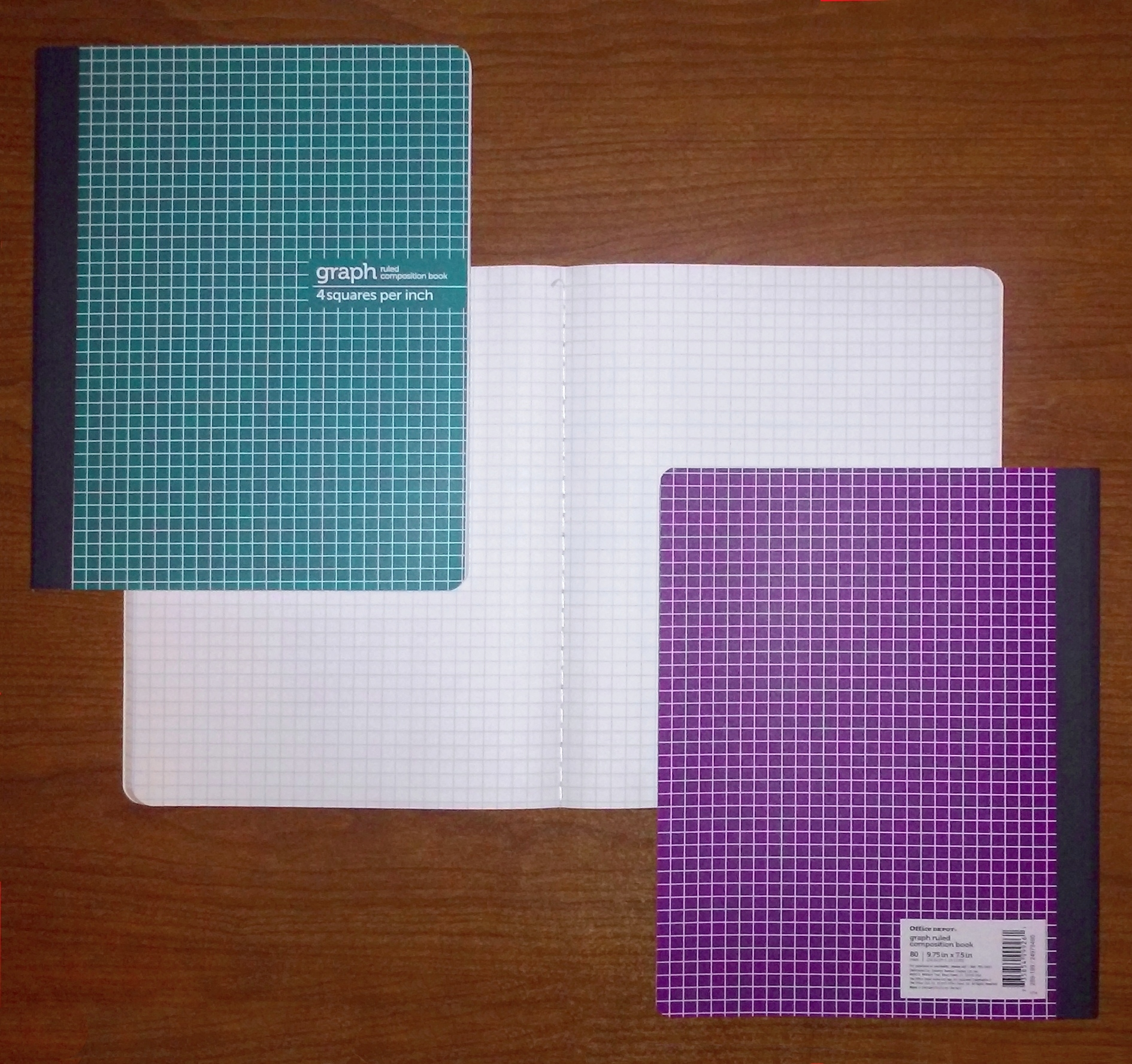
미국에서 사용되는 모눈 컴포지션 북
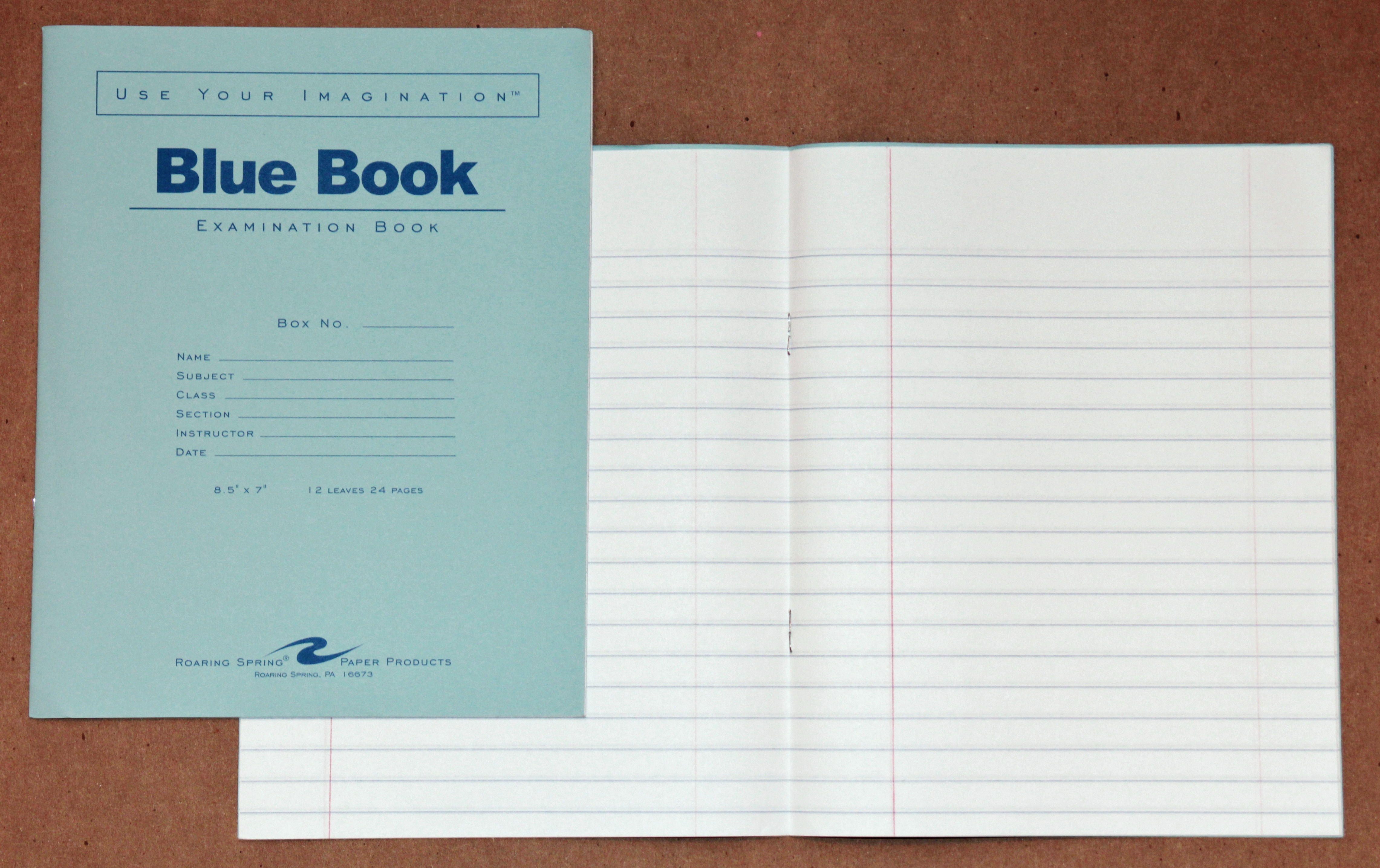
미국 내 많은 고등교육 기관에서 사용되는 12매짜리 블루 북

## 같이 보기
- 공책
- 줄이 있는 종이
- 모눈종이
- 필사본
- 시험지 책
- 실험 공책